# Myrmecia cephalotes
Myrmecia cephalotes är en myrart som först beskrevs av Clark 1943.  Myrmecia cephalotes ingår i släktet bulldoggsmyror, och familjen myror. Inga underarter finns listade i Catalogue of Life.